# Santo Domingo de la Calzada
Pour les articles homonymes, voir Santo Domingo.
Santo Domingo de la Calzada, ou en basque Ozkabarte, est une commune située dans le Nord de l’Espagne, chef-lieu de la comarque de « Rioja Alta », dans la Communauté autonome de La Rioja.
Sa population était de 6 069 habitants en 2004. Ses habitants s’appellent Calceatenses.
Cette petite ville constitue l'un des joyaux du Camino francés, la partie espagnole du chemin de Saint-Jacques-de-Compostelle. C'est là que Domingo García, connu sous le nom de Santo Domingo de la Calzada (Viloria de Rioja, province de Burgos, 1019 - † Santo Domingo de la Calzada, La Rioja, 12 mai 1109) entreprit de réaliser une chaussée (calzada) pour permettre aux pèlerins de traverser le terrain marécageux. Le village qui se créa sur les lieux fut ainsi baptisé en hommage au saint.

## Démographie
| 1991  | 1996  | 2001  | 2004  | 2011  | 2017  |
| ----- | ----- | ----- | ----- | ----- | ----- |
| 5 490 | 5 661 | 5 622 | 6 069 | 6 614 | 6 298 |

| 2022  | - | - | - | - | - |
| ----- | - | - | - | - | - |
| 6 242 | - | - | - | - | - |

## Géographie
Située dans l'extrémité occidentale de la Communauté de la Rioja, à 45 km de Logroño, au pied de la Sierra de la Demande, sur les bords du rio Oja ou Glera.
Altitude : 638 m

### Localités proches
- Bañares
- Cirueña
  - Ciriñuela
- Corporales
  - Morales
- Grañón

- Manzanares de Rioja
  - Gallinero de Rioja
- Santurde de Rioja
- Santurdejo
- Villalobar de Rioja
- Villarejo

## Histoire
En l'an 1044, saint Dominique de la Calzada construit le pont sur la rivière Oja, ainsi qu’une chapelle dédiée à Santa María, un hôpital et une auberge pour les pèlerins. 

En 1076, Alphonse VI de Castille, voyant que le développement du Chemin contribuait à son projet de conquête de cette zone, soutient les œuvres de Dominique García. La « ville » a commencé par quelques maisons construites autour de l'ermitage pendant sa vie.
Santo Domingo est déjà une petite ville au XIe siècle, et elle citée pour la première fois dans un cartulaire de 1136. Ce petit noyau concentrait sa population autour de l'église et l'hôpital, qui avaient été construits par saint Dominique.
La ville sera sous la tutelle de l'abbé jusqu'en 1250, date à laquelle elle passera sous celle du roi. La population s’est installée le long du Vieux Quartier d'une part : toute la partie du Chemin qui, venant depuis Logroño, arrivait jusqu'à la cathédrale et qui était formé par les premières maisons qui sont apparues dans la ville ; et du Quartier nouveau d'autre part : le reste du chemin qui va depuis la cathédrale jusqu'à la sortie vers Burgos et qui est le résultat d'une planification pensée pour faciliter l’installation d’une nouvelle population. Cette croissance démographique se produisit à la suite des « fueros » (chartes) qu’Alphonse VIII a accordés entre 1187 et 1207.
À la fin du XIIIe siècle s’était créé le quartier de San Pedro, devant la cathédrale, et du faubourg de Margubete dans la zone nord.
Tout au long des XIVe et XVe siècles, on construit les fortifications ; apparaissent alors : le faubourg de La Peubla dans la zone sud, le Quartier du Marché derrière la cathédrale et la rue del Pinar ; la ville acquiert la présentation que nous lui connaissons aujourd'hui, el casco antiguo, c’est le centre historique.
Le XVIe siècle connaît le développement de la ville ; elle compte alors 3 000 habitants, y compris ceux des nouveaux faubourgs qui se sont créés : celui de San Roque, près de la Porte est de la rue del Pinar, et celui de San Francisco, autour du couvent du même nom.
Après un siècle d’incertitudes et de crise comme dans le reste de l'Espagne, le XVIIIe siècle voit survenir un nouveau développement urbain, fruit d'une nouvelle conception de la société : la restructuration de la place Mayor avec les bâtiments du Corregimiento (Gendarmerie) et de la Mairie ; les nouvelles promenades del Espolón et de la Carrera, et surtout, on dresse la Tour dans l'espace qui était occupé jusqu'alors par la prison, actuellement transférée dans le bâtiment Corregimiento.

## Culture et patrimoine

### Pèlerinage de Compostelle
Par le Camino francés du Pèlerinage de Saint-Jacques-de-Compostelle, le chemin vient de Cirueña. Les pèlerins qui ont choisi un détour au sud par San Millán de la Cogolla et/ou par Cañas peuvent également venir de ces localités.
La prochaine halte est Grañon avec son église Saint-Jean-Baptiste.
D’après le Guide du Pèlerin d’Aimery Picaud le corps saint qu’il faut honorer est celui de Saint Dominique de la Chaussée.
Les pèlerins chantaient dans La Grande Chanson au IXe couplet :
Quand nous fûmes à Saint-Dominique
Hélas! mon Dieu !
Nous entrâmes dedans l'église
Pour prier Dieu
Le miracle du pèlerin
Par notre adresse
Avons ouï le coq chanter
Dont nous fûmes bien aise

#### Le miracle du pendu-dépendu
Le miracle du pendu-dépendu constitue le septième miracle du De miraculi sancti Jacobi, deuxième livre du Codex Calixtinus. Son histoire se déroule à Santo Domingo de la Calzada.

### Patrimoine religieux

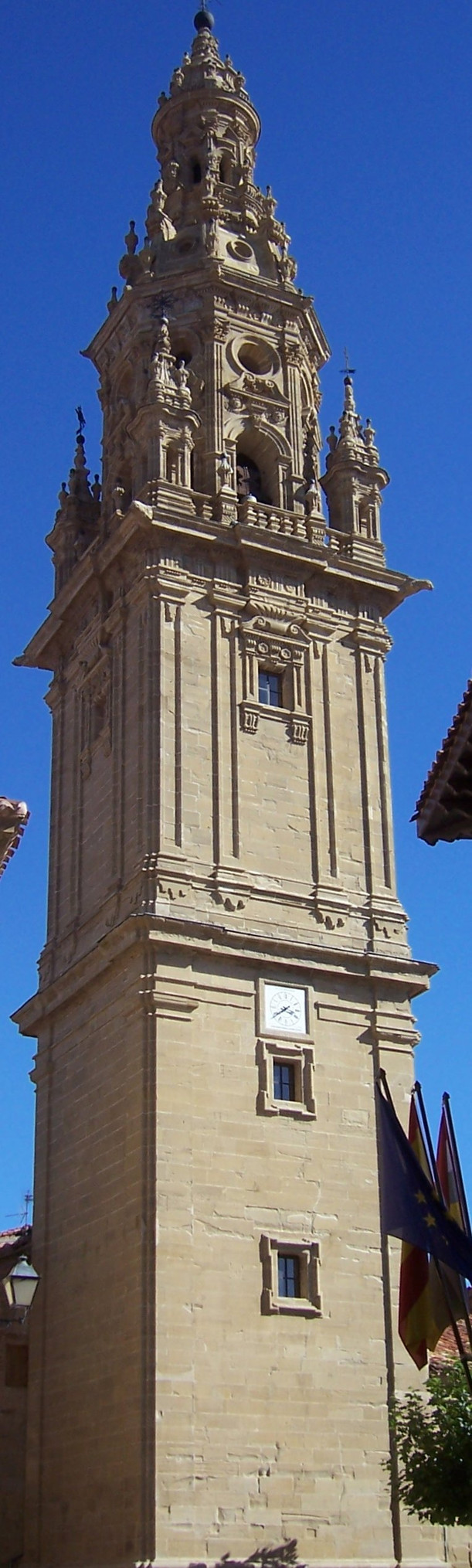
Clocher isolé de la cathédrale
de Santo Domingo de la Calzada.

#### La cathédrale de Santo Domingo de la Calzada
Le clocher baroque de la cathédrale de Santo Domingo de la Calzada, indépendant du bâtiment principal, se détache de la ligne d'horizon, et sert de point de repère à des kilomètres à la ronde. On trouve également de nombreux restaurants à Santo Domingo de la Calzada, ainsi qu'un parador, qui a fait l'objet d'une restauration récente.

#### Le couvent de San Francisco
Le couvent de San Francisco a été construit au début du XVIIe siècle par l'Archevêque de Saragosse, Fray Bernardo de Fresneda, confesseur du roi Philippe II. 

L’église est d’une seule nef avec de petites chapelles latérales. Son entrée est située sous le chœur. Le retable a été construit en 1602, et interviennent divers peintres de Burgos.

Son fondateur qui était très cultivé, a laissé tous ses biens pour créer le couvent de franciscains, avec l'intention qu'il se transforme en Université, pour cela il a fondé le Collège de San Buenaventura.
Après la desamortización de Mendizabal (privatisation) il a eu différentes utilisations.

Actuellement une partie du couvent est une résidence pour personnes âgées, appelée Hôpital du Saint. Il est en outre l'Atelier Diocésain de Restauration des Œuvres d'Art. L'église reste pratiquement fermée au culte.
Une partie du couvent doit être transformée en hôtel. Et il est aussi prévu de créer dans l'église et la sacristie un musée diocésain d'œuvres d'art religieux.

#### Le monastère des Cisterciennes
Le monastère Cistercien « Notre-Dame de l'Annonciation » a été construit par l'Évêque du Diocèse de Calahorra-La Calzada, Pedro Manso de Zúñiga. Les travaux ont continué jusqu’en 1620. 

L’église du monastère a une forme de croix latine et possède un retable baroque qui dans sa partie centrale figure l'Annonciation, titulaire du monastère.
Dans un latéral de l'église il existe un sarcophage avec les statues de trois évêques. Celle du milieu correspond au fondateur Pedro Manso de Zúñiga et les latérales correspondent à ses neveux.

### Patrimoine civil

#### L’enceinte fortifiée
Construite par le roi Pierre Ier de Castille en 1367. Il subsiste actuellement douze tours et au nord-est de la ville des fragments de l'enceinte fortifiée, tous en pierre de taille. Cependant, c’est le plus grand ensemble de fortifications existant dans la Rioja.
Il subsiste aussi trois des huit portes. La principale est l’Arco de la Carrera située près de l’Hôtel de Ville.

#### La plaza Mayor
Monumentale et dallée, elle est bordée des arcades de l'hôtel de ville. Elle se trouve au cœur de la cité, où l'on peut aussi prendre le café sous les vieilles voûtes.

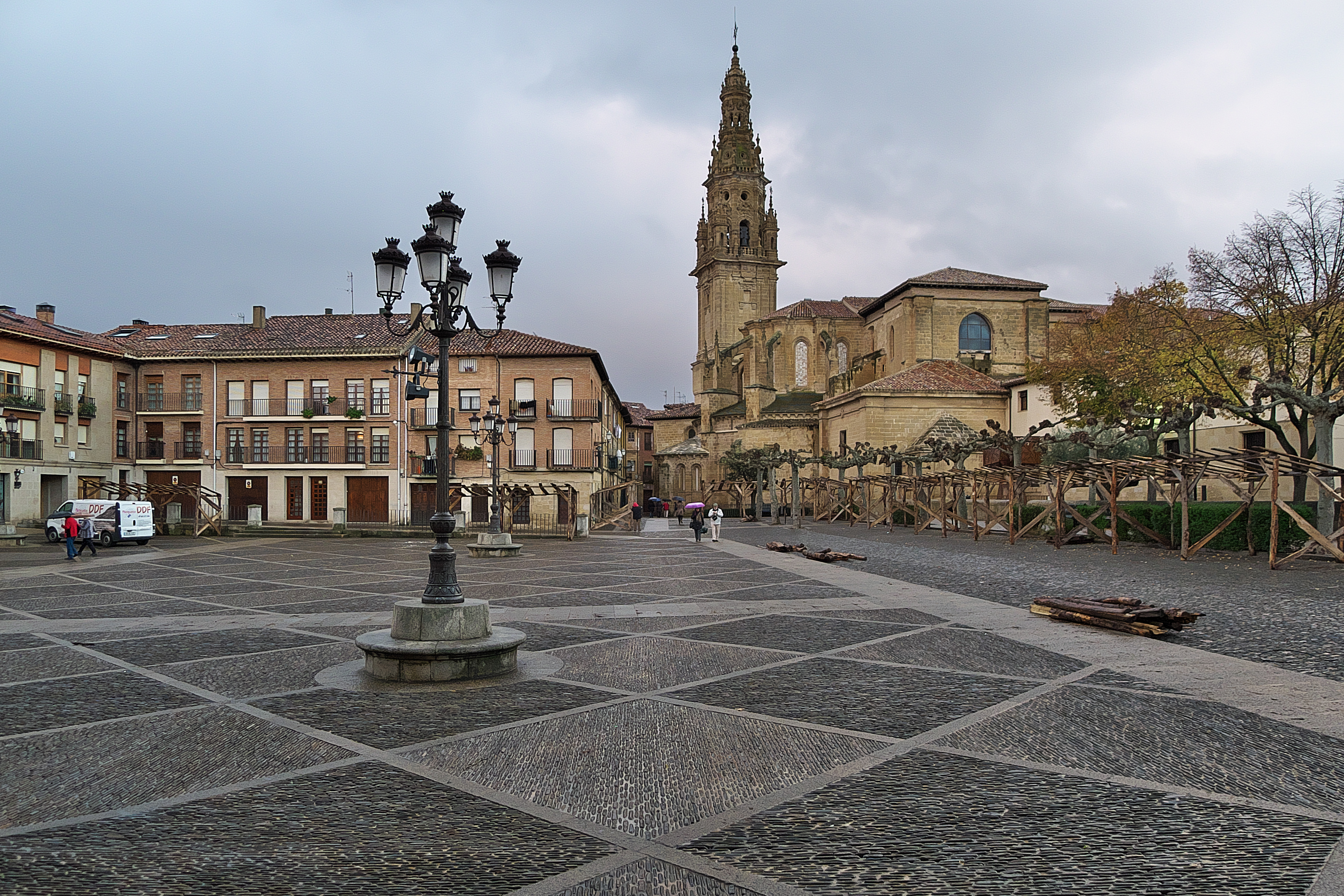
La place d'Espagne avec le clocher de la cathédrale.

#### La plaza del Santo
Elle est le cœur historique de l'ancienne ville. Elle est délimitée par un ermitage, la cathédrale, la tour baroque et un Parador National, ancien hôpital des pèlerins. 

Cette place était le lieu du marché hebdomadaire jusqu'à ce que le Marquis de Ciriñuela, en 1789, l’interdise, sous menace d'une amende de deux pesetas, pour ne pas perturber les sermons dans la cathédrale.

#### La maison de San Domingo
Gérée par une confrérie à son nom qui existait déjà au XIIe siècle, elle abrite l'auberge des pèlerins. Son livre d'or rempli dans toutes les langues est à lui seul un monument historique.

#### L'hôpital des pèlerins
L'hôpital des pèlerins se trouve face à la cathédrale ; édifié par le saint, puis reconstruit au XVIe siècle, il abrite aujourd'hui un Parador national.

## Personnalités
- Saint Jerónimo Hermosilla O.P. (1800-1861), martyr du Tonkin

## Sources et références
- (es) Cet article est partiellement ou en totalité issu de l’article de Wikipédia en espagnol intitulé « Santo Domingo de la Calzada » (voir la liste des auteurs).
- Grégoire, J.-Y. & Laborde-Balen, L. , « Le Chemin de Saint-Jacques en Espagne - De Saint-Jean-Pied-de-Port à Compostelle - Guide pratique du pèlerin », Rando Éditions, mars 2006,  (ISBN 2-84182-224-9)
- « Camino de Santiago  St-Jean-Pied-de-Port - Santiago de Compostela », Michelin et Cie, Manufacture Française des Pneumatiques Michelin, Paris, 2009,  (ISBN 978-2-06-714805-5)
- « Le Chemin de Saint-Jacques Carte Routière », Junta de Castilla y León, Editorial Everest

1. ↑  (es) Gobierno de La Rioja